# جنگ‌های ایران و روسیه در دوره قاجار
جنگ‌های ایران و روسیه یا جنگ ایران و روس، شامل دو جنگ بزرگ بین ایران و امپراتوری روسیه در یک دورۀ ۲۵ ساله در زمان پادشاهی فتحعلی‌شاه قاجار است که نهایتاً با شکست ایران از روسیه پایان یافت و بخش‌هایی وسیع از ایران از جمله قفقاز و ترکمنستان توسط امپراتوری روسیه تصرف شد.

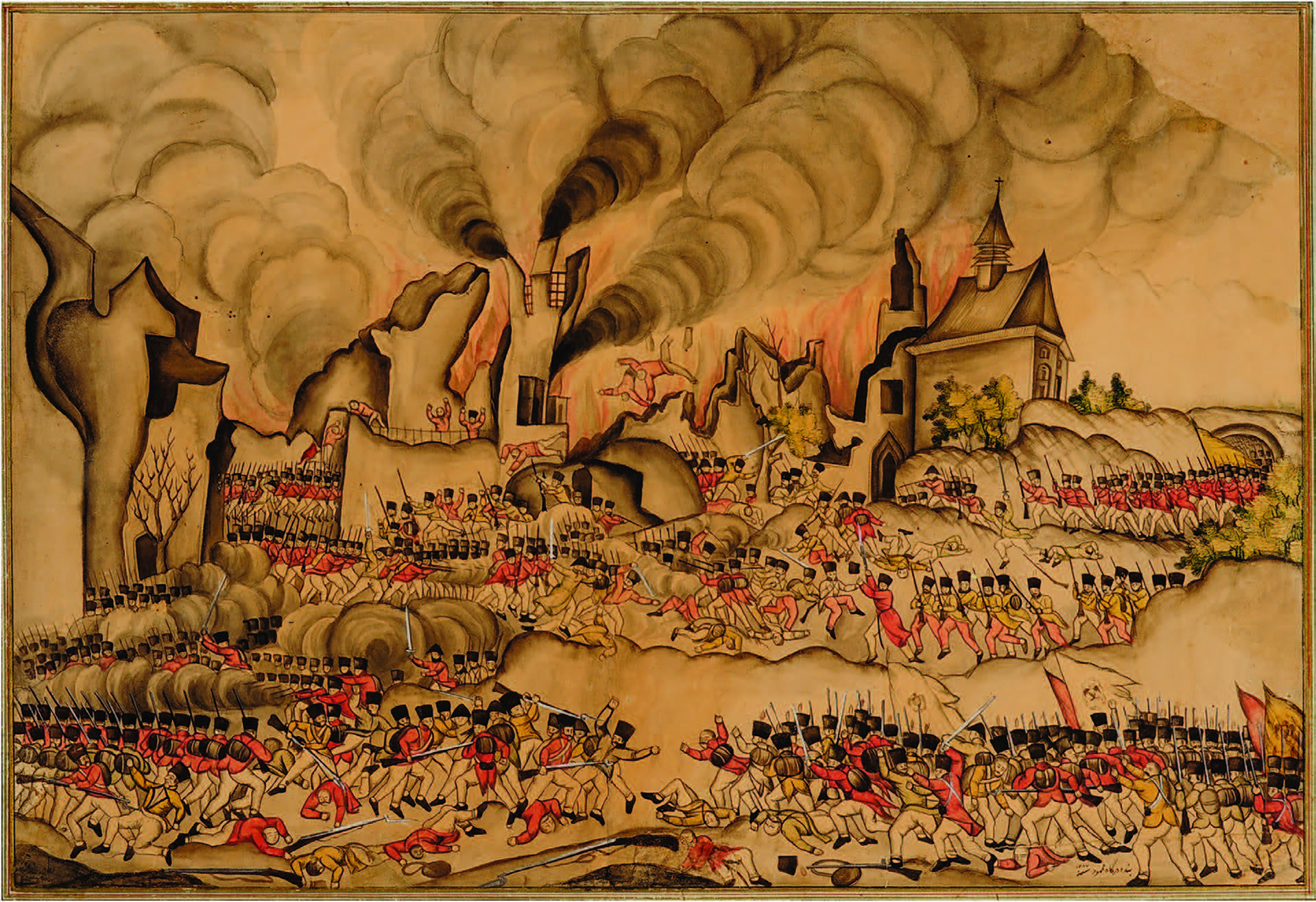
جنگ ایران و روس اثر محمود ملک‌الشعرا

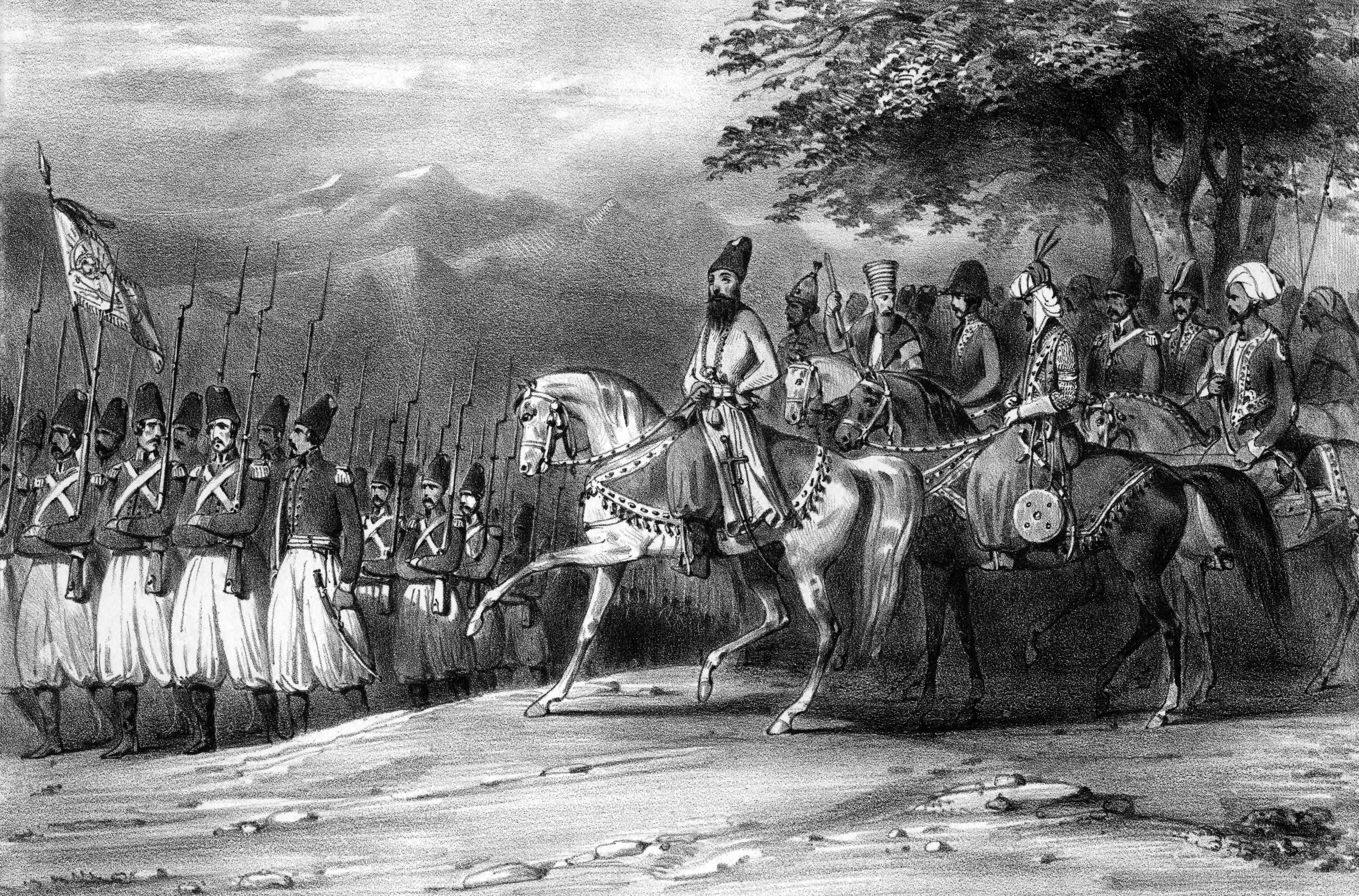
عباس میرزا، فرمانده جنگ ایران، در جنگ از سربازان ایرانی سان می‌بیند

هشت نامهٔ دست‌اول از جانبِ مقامات ایرانی به فرانسوی‌ها و عثمانی‌ها وجود دارد که بیان‌گر و تاییدکنندهٔ جنگ‌های ایران و روس هستند.

## علت جنگ‌های ایران و روسیه
رابطۀ ایران و امپراتوری روسیه، اوایل دوره قاجار خصمانه و در حالت درگیری همیشگی بود. تنش میان ایران و روسیه در دوره آقامحمدخان و در پی حمله سپاه ایران به گرجستان که با تلفات بالای غیرنظامی همراه بود، آغاز شد و پس از آن در زمان زمامداری فتحعلی‌شاه ادامه یافت. هدف اصلی روسیه دسترسی به آب‌های آزاد بود. بهانه دست‌اندازی روس‌ها به خاک قفقاز این بود که برخی از مردم منطقه خواستار خودمختاری بودند. از دیگر سو مردم مناطق قفقاز شرقی یعنی گنجه، شروان، تالش، باکو مسلمان و هوادار ایران بودند. گرجستان نیز یکی از علل اساسی اختلاف میان ایران و روسیه بود. گرجستان ناحیه حاصل‌خیزی است که در دامنه کوه‌های قفقاز و در کناره شرقی دریای سیاه واقع شده است. از نخستین روزهای تاریخ ایران نام مردم گرجی در اسناد تاریخی ایرانی آمده است. 

## نبرد بر سر تصرف گرجستان
در هنگام تثبیت حکومت قاجار، والی گرجستان به پشتوانۀ هم‌کیشی با روس‌ها اعلام استقلال کرد. آقامحمدخان پس از فتح کامل جنوب ایران، در سال ۱۲۰۹ ه‍.ق برای آراکلی‌خان نامه‌ای فرستاد و اشتباهات گرجی‌ها در هشتاد سال گذشته را یادآوری کرد و اعلام کرد اگر والی گرجستان روابطش با روس‌ها را قطع و از ایران اطاعت کامل نکند، به آنجا لشکر خواهد کشید. آراکلی‌خان جواب نامه را نداد و خود را برای حمله مجهز کرد. آقامحمدخان به گرجستان لشکر کشید (۱۷۹۵ میلادی) و با وجود مقاومت گرجی‌ها در این نبرد پیروز شد و آراکلی‌خان به تفلیس فرار کرد. آقامحمدخان برای یافتن او به تفلیس حمله کرد. آراکلی‌خان همراه خانواده و بستگانش از تفلیس به گرجستان غربی گریختند. آقامحمدخان تفلیس را گشود و فاجعه کرمان را در تفلیس تکرار کرد و فرمان کشتن مردم و تاراج شهر را صادر کرد. عده زیادی از روحانیون گرجی را در رود کورا غرق کردند و پنج هزار نفر از گرجی‌ها را اسیر و شهر را ویران کردند.
چهار سال پس از مرگ آقامحمدخان (سال ۱۲۱۵ ه‍.ق) گئورگی حاکم گرجستان دوباره رسماً تحت‌الحمایگی روس‌ها را پذیرفت. برادر گئورگی، الکساندر چون مخالف الحاق گرجستان به روسیه بود به دربار ایران پناهنده شد. تزار روسیه این امر را بهانه قرار داده فرمانده خود پاول سیسیانوف را مأمور تصرف قفقاز کرد. سیسیانوف به تفلیس حمله کرد و آن شهر را تصرف کرد. در این زمان گئورگی‌خان مُرد و تهمورث یکی از فرزندان او به دربار ایران پناهنده شد و شاه ایران را به جنگ با روس‌ها تشویق کرد. فتحعلی‌شاه که از الحاق گرجستان به روسیه ناراحت بود پناهنده شدن شاهزادگان گرجستانی به دربار ایران را بهانه کرد و فرمان حمله به گرجستان را صادر کرد.
گنجه به سال ۱۲۱۸ ه‍.ق توسط سردار روس  پاول سیسیانوف تصرف شد. به رغم دفاع مردانه حاکم ایرانی گنجه (جوادخان قاجار)، خیانت ارمنی‌ها و مأیوس شدن حکام قره‌باغ و ایروان از فتحعلی‌شاه سبب شد خانات ایروان به تصرف نیروهای روسیه درآیند. با تصرف این شهرها، نیروهای امپراتوری روسیه تا حدود ارس پیشروی کردند. به محض اطلاع از تسخیر گنجه و تسلیم ایروان و قره‌باغ، فتحعلی‌شاه سپاهی به فرماندهی فرزندش عباس میرزا نایب‌السلطنه را بدان منطقه رهسپار کرد.

## دوره اول جنگ‌های ایران و روسیه ۱۱۸۳–۱۱۹۲ ه‍.ش (۱۸۰۴–۱۸۱۳ م)

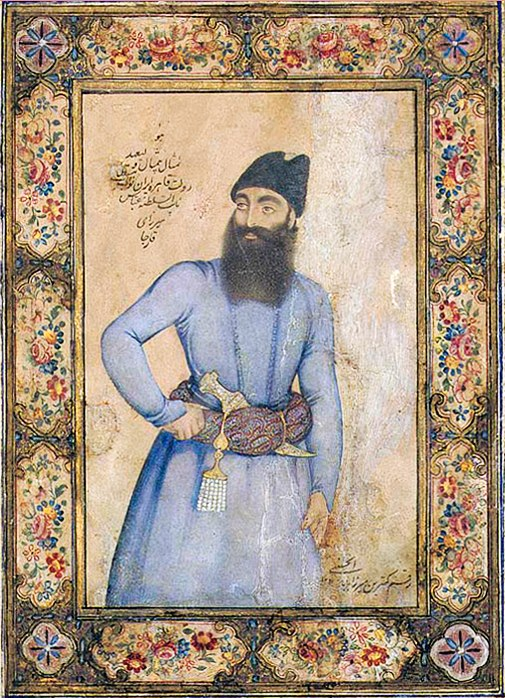
پرتره‌ای از عباس میرزا اثر میرزا بابا حسینی ۱۲۱۸ ه‍. ش

گیورگی دوازدهم، شاه کارتیل–کاخت در سپتامبر ۱۷۹۹ م، رسماً از روسیه درخواست تحت‌الحمایگی گرجستان را کرد؛ و دو ماه بعد سپاه روس با استقبال و شادی مردم، وارد تفلیس شد. از دیگر سو، ایران بر حاکمیتش بر گرجستان تأکید داشت و با فرانسه و بریتانیا طرح رابطه و اتحاد ریخت اما این روابط بر روسیه اثری نکرد. قتل پاول یکم در مارس ۱۸۰۱ م، احساسات ضدایرانی را شدت بخشید. انتصاب پاول سیسیانوف به فرماندهی کل قوای قفقاز در سال ۱۸۰۲ م، به‌منظور شدت‌بخشیدن به توسعه‌طلبی روسیه بود. سیسیانوف به‌طور منظم به سرزمین‌های همسایهٔ گرجستان حمله می‌کرد. خاناتی چون باکو، شکّی، شیروان و قره‌باغ تسلیم شدند، اما گنجه و ایروان تمکین نکردند و در معرض حمله قرار گرفتند. سیسیانوف حتی به خط مرزی ارس–کُر رضایت نمی‌داد و حتی برای ضمیمه کردن خوی، تبریز و گیلان تلاش و با هر پیشنهاد صلحی مخالفت می‌کرد. او به گنجه حمله کرد و با این کار عباس میرزا را به مبارزه طلبید. همهٔ ایرانیان حمله به گنجه را تهاجم به تمامیت ارضی کشورشان قلمداد کردند و همگان یک‌صدا خواهان مقاومت بودند. در پایان ژوئن ۱۸۰۴ م، سیسیانوف به ایروان حمله کرد و هم‌زمان عباس میرزا نیز به آنجا رسید. اول ژوئیه نخستین جنگ ایران و روس آغاز شد که نتیجه‌ای قطعی نداشت. به‌رغم پیش‌بینیِ روس‌ها، روشن شد که این جنگْ طولانی و پرهزینه خواهد بود. هدف فوری پیشروی روسیه در گنجه این بود که امنیت مرز جنوبیِ گرجستان — استان امپراتوری روسیه از ۱۸۰۱ م — را تأمین کند. بر اساس منابع فارسی، مرتضی‌قلی‌خان، برادر و رقیب آقامحمدخان پس از فرار به روسیه، آنان را متقاعد کرد تا به قلمرو مورد ادعای ایران حمله کنند. با ظهور روس‌ها در منطقهٔ مرزی، ایران به جریان متقابل سیاست قدرت اروپا کشیده شد. سفیران بریتانیای کبیر، فرانسه و روسیه پس از ورود به تبریز، با وظیفهٔ دشوارِ تطبیقِ اقداماتِ خود در ایران با نوسانات سریع سیاست در اروپا روبه‌رو شدند. حاکمان خانات محلیِ بین ارس و قفقاز، ثابت کردند که متحدانِ غیرقابلِ اعتماد برای ایران و روسیه — همانند فرماندهان عثمانی وان — بودند.
پس از اولین نبرد جنگ روس و ایران در تاریخ ۱ ژوئیهٔ ۱۸۰۴ م در نزدیکی ایروان، درحالی‌که عباس میرزا در پایان نبردی شَدید، به‌سرعت از دگرگونی‌ها و اصلاحات مورد نیاز مطلع شد، پدرش و محافل درباری که او را احاطه کرده بودند، فعالیت چندانی در این‌باره نداشتند. اگر جنگ طولانی‌مدت می‌شد، تبدیل به موضوعی فرعی برای رقابتِ گستردهٔ ناپلئونی در اروپا می‌شد. در واقع، ناکامی در حفظ یک پیروزی قاطع، به‌شدت سیسیانوف را خشمگین و راهبرد روسیه را مختل کرد؛ و همان‌طور که الکساندر خود نیروهایش را به شکست در استرلیتز کشاند، یک حزب صلح در سن پترزبورگ ظهور می‌کرد، که خواستار حل و فصل مسائل برجسته و خارجی بود. یک سال پس از آغاز جنگ، روسیه برای صلح آماده شد، اما سیسیانوف به‌شدت مخالفت کرد. سرانجام سیسیانوف به‌دست حسینقلی‌خان باکویی کشته شد. مرگ سیسیانوف منجر به عقب‌نشینیِ موقتِ نیروهای روسی از منطقهٔ باکو شد. خبر مرگ او پیروزی کوچکی بود، ولی روحیه ایرانیان هنگامی‌که سر بریدهٔ او به تبریز و سپس به تهران منتقل شد افزایش یافت. اما ترور فرماندهِ روسی در تصمیم روسیه تأثیری نکرد، زیرا تا پایان سال ۱۸۰۶ م، روسیه تمام خانات قفقاز شرقی به‌جز ایروان، نخجوان و تالش را اشغال کرده بود. تلاش عباس میرزا برای بازپس‌گیری قره‌باغ به‌دلیل نبود توپخانهٔ مؤثر و ترور ابراهیم خلیل‌خان جوانشیر توسط روس‌ها شکست خورد. بدین‌ترتیب روسیه کنترل تمامی مناطق مورد اختلاف در شمال کُر و برخی مناطق بین کر و ارس را به‌دست‌آورد، وضعیتی که به‌طور قابل‌توجهی در مدتِ باقی‌مانده از جنگ تغییر نکرد، اما گسترشِ هرچه بیشترِ آن دشوار بود. ایوان گودُویچ جانشین سیسیانوف شد، که بی‌نتیجه به‌دنبال حل‌وفصل صلح بود؛ او سپس در ۱۸۰۸ م تهاجم روسیه را ادامه داد و به‌طور موقت اچمیادزین و نخجوان را اشغال و ایروان را محاصره کرد، اما نتوانست آن را فتح کند. ایروان، تحت فرماندهیِ توانمندِ حسینقلی خان قاجار، جبههٔ دفاعِ ایران برای باقی جنگ شد. قاجارها با فراهم کردن فتوای جهاد و سپس دریافتِ حمایتِ قابل‌توجه از بریتانیا، در سال ۱۸۱۰ م به قره‌باغ حمله کردند و در نبرد سلطان‌آباد در ارس در ۱۳ فوریه ۱۸۱۲ م پیروز شدند و قلمرو را در تالش در سال ۱۸۱۲ م بازسازی کردند. نایب‌السلطنه بارها به ایروان — در نزدیکی قلعهٔ پمبک —، شوشی، گنجه، نخجوان و شروان نزدیک شد. بین سال‌های ۱۸۰۴ و ۱۸۱۰ م او مبارزات سالانه را در سراسر ارس راه‌اندازی کرد، هرچند که جنگ تا سال ۱۸۰۶ م به همان خوبی بود، زیرا روسیه تا آن زمان در سرزمین‌های شمال ارس — به‌جز ایروان — قرار داشت. در سال ۱۸۱۰ م، روس‌ها به ایران پیشنهاد معاهدهٔ صلح دادند که قلمرو اشغالی در اختیار آنان بماند و نیز ایران دست آنان را در شرق آناتولی و بین‌النهرین بازگذارد، اما این پیشنهادها رد شد. در پایان سال ۱۸۰۷ م، عباس میرزا توانست تعدادی از فراریان روس و لهستانی و زندانیان جنگی را استخدام کند تا ارتش خود را در مدل اروپایی آموزش دهد. این روس‌ها، که تعدادشان چندصد نفر بود، اغلب مردانِ بدونِ ارزشِ نظامیِ بالایی بودند، اما تأثیر مثبتی روی ایرانیان گذاشتند و بسیاری از آنان به افسران وفاداری در ارتش جدید عباس میرزا تبدیل شدند. استخدام روس‌ها نیز نشان می‌دهد که در تبریز ایدهٔ ضرورت توسعهٔ یک ارتش مدرن، پیشتر ایجاد شده بود.
در میان دولتمردان تبریز، نخستین قائم‌مقام نه تنها در آذربایجان، بلکه در کل ایران بسیار توانا بود. او به‌عنوان یک مقام عالی‌رتبهٔ ضدروسی شناخته شده، و ارتباط نزدیکی با عباس میرزا برقرار کرده بود. بدین‌ترتیب، نخستین قائم‌مقام بی شک نقش مهمی در توسعهٔ استراتژی ضدِ روسیه در دربار تبریز ایفا کرد. این اختلاف نظر در مورد توانایی‌های ایران و قدرت نظامی روسیه تا پایان جنگ دوم با روسیه در سال ۱۸۲۸ م ادامه یافت؛ بنابراین، دورهٔ زمانی ۱۲–۱۸۰۶ م زمانی بود که ایران در موقعیت نسبتاً خوبی قرار داشت تا با دشمن بسیار قوی روبه‌رو شود. به‌نظر می‌رسد که دولتمردان ایران از این واقعیت و مشکلاتی که روسیه با آن روبه‌روست، آگاه بوده‌اند. در طول این دوره، روسیه تحت فشارهایی بود که توانست تنها حدود ۱۰٬۰۰۰ نیرو را به جبههٔ جنگ با ایران اعزام کند، درحالی‌که ارتش قاجار هفت برابرِ این رقم را ثبت می‌کرد. این دوره زمانی بود که شاه تصمیم گرفت تا قوانینی را برای سازماندهی مجدد و مدرن‌سازی ارتش و ایجاد نظام جدید در اوایل سال ۱۸۰۸ م به تصویب برساند. در این زمان، به‌ویژه پس از شکست‌های سال ۷–۱۸۰۶ م، روشن شد که بدون یک ارتش مدرن، به‌ویژه توپخانه و پیاده‌نظامِ مدرن، برای تکمیل ارتش سنتی شاه، شکست دادن روس‌ها غیرممکن خواهد بود؛ و بهترین کار این است که شاه امیدوار باشد که جنگ، دفاعی باشد تا بتواند روس‌ها را در آن منطقه‌ای که اشغال نشده است، نگه دارد. در این زمینه، وظیفهٔ سازماندهی نیروهای نظام جدید به عباس میرزا، فرماندهِ کل نیروهای ایران، با کمک نخستْ فرانسوی‌ها و سپس بریتانیایی‌ها، سپرده شد. استراتژی آقامحمدخانی برای عقب‌نشینی و اجرای سیاست زمینِ سوخته و حملات چریکی، به‌دلیل قدرت آتش و استراتژی روسیه برای تقویت قلعه‌های تسخیرشده و استفاده از آن‌ها به‌عنوان سکویی برای مرحلهٔ بعدیِ حمله، موفقیت چندانی نداشته است. عدم اطمینان از خانات قفقاز — که نشان داده بودند متحدان ضعیفی برای قاجار هستند — به این مشکل افزوده شد. تا سال ۱۸۰۸ م، ایران آشکارا در موقعیت دفاعی و در تلاش برای نگهداری ایروان و نخجوان بود؛ و نیز بدون توانایی برای تصرف سرزمین یا تسخیرِ مجدد هر یک از شهرهایی که به دست روس‌ها افتاده بود، حملات محدودی را به سرزمین‌های تحت اشغال روسیه انجام میداد.
برای ایران، پیشرفت ناپلئون فرصت‌های جالبی را فراهم کرد و در ۴ مهٔ ۱۸۰۷ م فتحعلی‌شاه — که از تزویر انگلیس نومید شده بود — عهدنامهٔ فینکنشتاین را با امپراتور فرانسوی امضا کرد. این پیمان کوتاه‌مدت و جامع، دربردارندهٔ کمک نظامی به ایران، ازجمله آموزش و تأمین تجهیزات، همراه با شناخت حق حاکمیت ایران بر گرجستان بود و در برابر ایران باید روابط با بریتانیا را کاملاً قطع می‌کرد و به نیروهای فرانسوی برای حمله به هند بریتانیا اجازهٔ عبور از خاک کشور را می‌داد. ژنرال گاردان به تهران فرستاده شد تا اجرای این معاهده را شروع کند، که این مسئله به‌شدت باعث آشفتگی بریتانیا شد. متأسفانه تلاش‌های دیپلماتیک فتحعلی‌شاه، به‌مانند روابط پیشین با بریتانیا، قربانی تغییرات جنگ در اروپا شد. پیش از ورود گاردان به تهران، ناپلئون قاطعانه روس‌ها را در فریدلند شکست داد که این نبرد منجر به انعقاد عهدنامهٔ تیلسیت و دوستی بین فرانسه و روسیه شد. فتحعلی‌شاه خود را زیان‌دیده یافت. بریتانیا در موضوع دفاع از هند نگران بود، هرچند اطمینان داد که معاهدهٔ جدیدی در آیندهٔ نزدیک پیش نخواهد آمد، بااین‌حال در جهت مخالفت شدید با پیمان فینکنشتاین، دو معاهده با بریتانیا در سال ۱۸۰۹ و ۱۸۱۲ م به نام‌های عهدنامهٔ مُجمَل و عهدنامهٔ مُفصَّل امضا شد. به‌عنوان مثال، اگرچه بریتانیا موافقت کرد که در برابر تهاجم‌های اروپایی کمک کند، اما این معاهدات شامل موارد طولانی در مورد شرایط خاصی بود که بریتانیا به ایران کمک می‌کرد.
در سال ۹–۱۸۰۸ م، مشاهدات جالبی توسط هیئتِ اعزامیِ بریتانیا به ایران در رابطه با دانشِ ایران دربارهٔ روسیه انجام شد. دو تن از اعضای این مأموریت — هارفورد جونز، سفیر، و جیمز موریر، یکی از منشیان او — اسناد مفصلی از اقامت خود در ایران تهیه کرده‌اند. موریر از عدم آگاهی عمومی از دنیای خارج در میان ایرانیان شگفت‌زده شد و نوشت: «به‌طور کلی، ایرانیان در جهل عمیقی از اوضاع و شرایط هر کشور دیگری زندگی می‌کنند.» اما به‌نظر می‌رسد که موریر چند استثنا در مورد مشاهدات عمومی بالا داشته است. در سنجشِ شخصیتِ نخست‌وزیر سابق شاه، میرزا شفیع مازندرانی، موریر مشاهده کرد که او «با تمام دربارهای مختلف اروپا آشنا بود» و همچنین «زمانی که سفیر کبیر فرانسه و همراهانش مهمان او بودند، اطلاعاتی دربارهٔ جغرافیا کسب کرد» افزون‌براین، موریر گزارش می‌دهد که شاهزاده نایب‌السلطنه عباس میرزا به تاریخ اروپا و دستورالعمل‌های نظامیِ اروپایی علاقه‌مند بوده و «او می‌خواست در مورد تاریخ انگلستان، فرانسه و روسیه برای مقایسه آن‌ها بیشتر بداند.» کمبود آگاهی دولتمردان قاجار در مورد جهان به‌طور کلی، و به‌ویژه روسیه و کوشش برای آشنا شدن با هر دو، ممکن است از نظر گذارِ فرهنگی — که ایران در اوایل دههٔ ۱۸۰۰ در آن قرار داشت — بهتر درک شود. سلسله‌ای که ایران را در اواخر سدهٔ هجدهم متحد کرد، اساساً خانواده‌ای متعلق به تشکیلات قبیله‌ایِ بسیار بزرگتری به‌نام «قاجار» بود. در این زمینه، درحالی‌که این سلسله در تلاش برای ایجاد هویت سلطنتی بود، بسیاری از عادات فرهنگی قبیله‌ای باقی ماندند و برای کاهش روند تغییرات تلاش کردند. افزودن طبقهٔ مدیران فارسی‌زبان، پیشرفت عمده‌ای در این فرایند بود اما به‌سختی کفایت می‌کرد. حتی مدیران فارسی‌زبان مانند میرزا شفیع، میرزا بزرگ فراهانی قائم‌مقام اول، و میرزا ابوالقاسم قائم‌مقام ثانی درک محدودی از جهان داشتند. دولتمردان قاجار بارها و بارها روس‌ها را نادیده گرفتند و در مواجهه با دیپلماسی بین‌المللی نتوانستند از منافع دولت محافظت کنند.
تا سال ۱۸۱۲ م، نیروهای نظام جدید سه سال دیگر تحت آموزش افسران انگلیسی قرار گرفته بودند و در جنگْ تجربه کسب کرده بودند. پیش از سال ۱۸۱۲ م، ایران و روسیه همچنان با هم درگیر جنگ بودند. در برخی موارد، نیروهای ایرانی به عمق سرزمین‌های اشغال‌شده توسط روسیه تا شمال گنجه نفوذ کردند، اما قادر به نگه‌داشتنِ هیچ موضع ثابتی نبودند. در مارس ۱۸۱۲ م، نیروهای روسی به‌طور اندک و ناموفق به جنوب رودخانهٔ ارس رفتند و خشونت روسیه به مردم محلی، طعمِ اشغالِ خشن و خام‌دستانهٔ روسی را چشاند. این، دور جدیدی از نبردِ شدیدِ میان دو کشور بود آنچنانکه در جنگ با فرانسه نمود کرد و باعث شد تا روسیه در مهٔ سال ۱۸۱۲ م با امپراتوری عثمانی شتابزده صلح کند و همه سرزمین‌های تسخیرشده را بازگرداند. جنگ کامل با ایران در ژوئیهٔ ۱۸۱۲ م از سر گرفته شد، درحالی‌که ارتش بزرگ ناپلئون در حال آماده شدن برای حمله به روسیه بود. بااین‌حال، اولین جنگ روس و ایران پس از شکست ایران در اکتبر ۱۸۱۲ م در اصلاندوز و در ژانویه ۱۸۱۳ م در لنکران به پایان رسید.

##### نبرد اصلاندوز (۱۸۱۲ م)

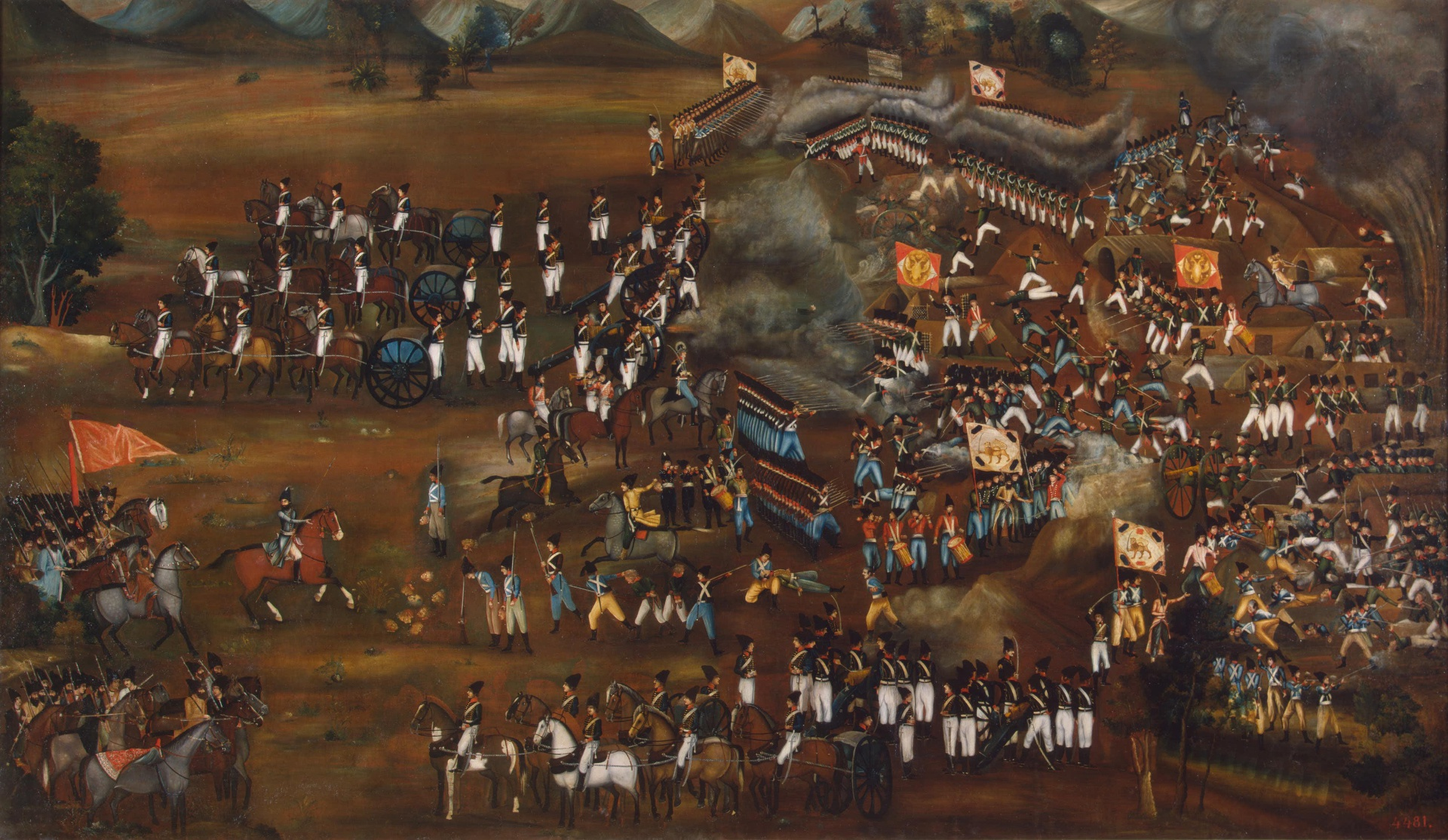
تابلوی نقاشی مربوط به سال ۱۶–۱۸۱۵ م که نبرد سلطان‌آباد در سال ۱۸۱۲ م و پیروزی سپاه عباس میرزا را ترسیم کرده است. این تابلو در اصل در قصر عباس میرزا نگهداری می‌شده اما بعدها توسط روس‌ها به روسیه برده شده است.

از سوی دیگر، امید فتحعلی‌شاه به کمک بریتانیا از دست رفت، چراکه به‌دنبال آغاز جنگ‌های ناپلئونی علیه کشورهای اروپایی، بریتانیا با روسیه علیه فرانسه متحد شده بود. بدین ترتیب فرانسه متمایل شد که وارد صحنه شود. در مهٔ ۱۸۰۷ م عهدنامهٔ فینکنشتاین میان ایران و فرانسه به امضا رسید. ناپلئون به‌منظور اجرای عهدنامه، کلود ماتیو گاردان را در رأس هیئتی نظامی به ایران فرستاد. اما پیش از رسیدن هیئت به تهران، روسیه از فرانسه شکست خورد و عهدنامهٔ تیلسیت میان طرفین منعقد شد؛ این‌گونه ناپلئون به‌سرعت تمایلش به ایران را از دست داد. گاردان در ایران منتظر ماند، اما پس از ورود هیئت بریتانیایی به ایران — که برای انعقاد قراردادی دیگر آمده بودند — کشور را ترک کرد. در سال ۱۲۲۵ ه‍.ق/۱۱–۱۸۱۰ م، نخجوان یک‌بار دیگر هدف شاهزاده قرار گرفت. تلاش‌های ناپلئون برای میانجی‌گری میان ایران و روسیه ناکام ماند و بدین‌گونه، اتحاد ایران و فرانسه شکست خورد. بریتانیا تعهد داد در برابر تهاجم خارجیِ هر کشورِ اروپایی به ایران، از ایران حمایت کند به شرط آنکه ایران آغازگر جنگ نباشد، شرطی که بسیار مبهم و پرتناقض می‌نمود. جنگ در قفقاز طولانی شد؛ و در تهاجم ناپلئون به روسیه در سال ۱۸۱۲ م، روسیه و بریتانیا دیگربار در کنار هم ایستادند. ایران بسیار تنها مانده بود.
کمتر از یک ماه پس از توقف مذاکرات، نیروهای ایرانی تحت فرمان نایب‌السلطنه عباس میرزا — که در اصلاندوز اردو زده بودند — در ۲۴ شوال ۱۲۲۷ ه‍.ق/۳۱ اکتبر ۱۸۱۲ م مورد شبیخون ارتش روس قرار گرفتند. در اصلاندوز در کنار ارس، ارتش روس به فرماندهی پویتر کوتلیاروسکی با ۲۲۶۰ سرباز در دو روز نبرد با ارتش ایران به فرماندهی عباس میرزا و با ۳۰۰۰۰ سرباز، ۱۲۰۰ نفر از سربازان ایران را کشتند و ۵۳۷ نفر را اسیر کردند، درحالی‌که شمار سربازان کشته و مجروح روسیه ۱۲۷ نفر بود. این حمله جز برای مصالحهٔ بریتانیا و روسیه در اروپا و متعاقب آن تبانی دو قدرت بر سر ایران انجام نشده است. با آنکه سربازان ایرانی پیکار خوبی کردند، اما روشن بود که ایران بازندهٔ جنگ است. سربازان عباس میرزا به کلی هزیمت، و تلفات سنگینی را متحمل شدند. نتیجهٔ این جنگ ده ساله در واقع با این حمله قطعی شد، زیرا ارتش ایران دیگر نمی‌توانست مقاومت مؤثری را شکل دهد. بنابراین عباس میرزا برای آتش‌بس آماده شد و سرانجام با میانجی‌گری و تحریک بریتانیا، طرفین به صلح رضایت دادند و ایران درنهایت مجبور به پذیرفتن شرایط سخت‌گیرانهٔ عهدنامهٔ گلستان شد که در ۲۹ شوال ۱۲۲۸ ه‍.ق/۱۲ اکتبر ۱۸۱۳ م به امضا رسید. به موجب این معاهده، ایران مجبور به واگذاری ایالات گنجه و قره باغ ولایت‌های دربند، باکو، شکی، شروان، قبه، آچوق باشی، بخشهایی از تالش و همچنین صرفه نظر از تمام ادعاهای خود بر داغستان، گرجستان و آبخازیا شد.
اولین جنگ روس و ایران برای ایران خوب نبود. با شکست ناپلئون در حمله به روسیه در سال ۱۸۱۲ م، الکساندر توانست بار دیگر به قفقاز بازگردد و نیروهای بیشتری را به دست آورد. در نبرد اصلاندوز عباس میرزا توسط نیرویی بسیار ضعیف از روسیه، شکست خورد و موجب شد جنگ با پایانی ننگ‌آور و تأیید بر برتری نظامی بی‌شبههٔ غرب به پایان برسد. معاهدهٔ گلستان درنهایت در ۴ اکتبر ۱۸۱۳ م به امضا رسید. این معاهده نه تنها مرزهای بین‌المللی را — البته نامشخص — اصلاح، و ازدست‌رفتن بسیاری از سرزمین‌های قفقاز را تأیید کرد، بلکه اذعان کرد که تنها روسیه می‌تواند کشتی‌های دریایی خود را در خزر مستقر کند؛ و نیز اطمینان داد که روسیه نه تنها جانشین قانونی سلطنت را به رسمیت می‌شناسد، بلکه در صورت لزوم، او را حمایت می‌کند. این مفاد، دخالت روسیه در امور داخلی دولت ایران را تسهیل می‌کند آنگونه که در معاهدهٔ روسی–عثمانیِ کوچوک قینارجه در سال ۱۷۷۴ م بود. انگلیس نمی‌توانست چنین تصمیمی را نادیده بگیرد، ازاین‌رو به‌سرعت معاهده‌ای جدید در سال ۱۸۱۴ م به امضا رسید که در آن بندی قرار گرفت که در شرایط اندکی محتاطانه‌تر، وسیله‌ای بود که انگلیس می‌توانست در امور داخلی ایران دخالت کند. نیز این معاهده، معاهده‌ای را که در سال ۱۸۱۲ م به تصویب رسیده بود، تأیید کرد که در صورت عدم کمک نظامی از بریتانیا، بریتانیا یارانهٔ سالانهٔ ۲۰۰۰۰۰ تومانی را تأمین می‌کند؛ هرچند بار دیگر این موضوع به دلایل متعددی از سوی انگلیس مشروط شد. بااین‌حال به نظر می‌رسد ظاهراً وعدهٔ کمک‌های انگلیس، ارادهٔ ایران را در برابر حملات روسیه محکم‌تر کرده بود و امیدوار بود که اتخاذ تاکتیک‌های نظامی جدید و نظم و انضباط — یا همان «نظام جدید» — ثمری داشته باشد. در حقیقت، هیچ‌یک از طرفین، معاهدهٔ گلستان را نهایی نکردند و هر دو ظاهراً آماده و مایل به ادامهٔ جنگ بودند.

### جنگ اچمیادزین (۱۲۱۹ ه‍.ق)
عباس میرزا پس از مرتب کردن سپاه خود در آذربایجان، برای سرکوب محمدخان قاجار که حکمرانی ایروان را به عهده داشت و تسلیم روس‌ها شده بود به آن شهر لشکر کشید. سیسیانوف فرمانده روسی برای کمک به حاکم ایروان به حوالی اچمیادزین مرکز خلیفه‌گری ارمنی‌ها ایروان شتافت. فرمانده روسیه سه روز سپاه عباس میرزا را گلوله‌باران کرد و چون از عهده آن‌ها برنیامد از ادامه جنگ به صورت مستقیم خودداری کرد. در این بین محمدخان چون ضعف و ناتوانی فرمانده روسی را از جنگ با عباس میرزا دید از عباس میرزا ولیعهد ایران تقاضای عفو و بخشش کرد. سیسیانوف به صورت غافلگیرانه خواستار آن شد که بر سپاه ایران شورش کند و در صبح ۶ ربیع‌الثانی ۱۲۱۹ در اچمیادزین ناگهان به لشکر عباس میرزا حمله برد و لشکریان ایران را از آن نقطه پراکنده کرد اما نیروی کمکی که از جانب شاه ایران برای عباس میرزا فرستاده شده بود سپاه سیسیانوف ژنرال روس را شکست داد و او به ناچار عقب‌نشینی کرد. این نبرد به پیروزی ایران منتهی شد، حکمرانی ایروان همچنان در اختیار محمدخان قرار گرفت و حکمرانی نخجوان با حکم فتحعلی شاه به کلبعلی خان سپرده شد.

### جنگ سال‌های ۱۲۲۲–۱۲۲۰ و قتل سیسیانوف
پس از پیروزی سپاه ایران در اچمیادزین فرمانده روس درصدد برآمد به سواحل گیلان لشکرکشی و سپس تهران را تسخیر کند و دولت ایران را تحت‌الحمایه روسیه کند. در این زمان حکمرانان شوشی و قره باغ تسلیم روسیه شدند اما در ماه ذی‌الحجه ۱۲۲۰ قمری با خدعه حسینقلی خان و ابراهیم خان (برادرزاده خان باکو)، فرماندهی کل قوای روسیه در این جنگ یعنی ژنرال پاول سیسیانوف به قتل رسید و سرش را با فرستاده مخصوص چاپاری به تهران آوردند. ارتش وی هم چاره‌ای جز عقب‌نشینی نداشت. علت تسلیم شدن حاکمان شوشی، قره باغ و گنجه به سپاه روسیه خیانت جمعی از ارمنی‌ها ساکن در این شهرها بود. پس از این واقعه فتحعلی شاه به فرمانده خود دستور مقابله با نیروهای روسیه و تنبیه حاکمان قره‌باغ و شوشی را صادر کرد. مقارن رسیدن سپاه ایران به ساحل رود ارس نیروهای روسیه به عزم تسخیر گیلان راهی شدند. عباس میرزا، فرمانده جنگ ایران، فوجی را به همراه توپخانه تحت فرماندهی یکی از پسرانش جهانگیر میرزا راهی گیلان کرد. نیروهای جهانگیر میرزا در ساحل خزر با سپاه روسیه درگیر شده و آنان را وادار به عقب‌نشینی می‌کنند. قوای روس در تسخیر گیلان به علت رو به رو شدن با مشکلات متعدد و تلفات و خسارت‌های زیاد ناموفق ماندند.

### علت شکست روس‌ها در جریان تسخیر گیلان
نبود بندر و لنگرگاه‌های خوب در گیلان باعث شد کشتی‌های بزرگ روسیه نتوانند تا ساحل پیشروی کنند و نیروی خود را در بندر انزلی پیاده کنند. ایستادگی مردم گیلان نسبت به ارتش روسیه و نبود علوفه، آذوقه و لوازم لشکری برای سپاه روسیه باعث شد روسیه نتواند به موفقیت دست پیدا کند. 

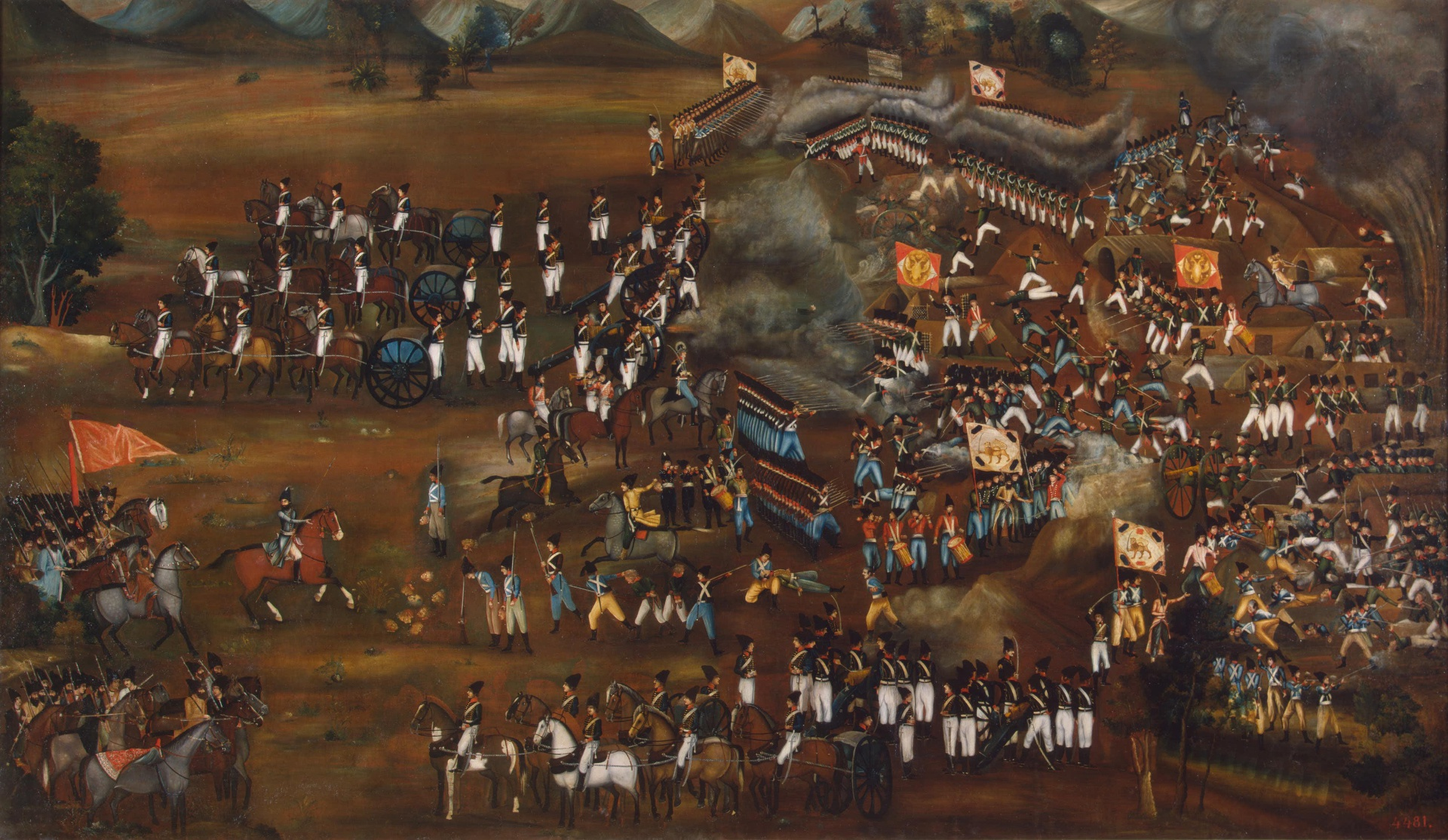
تابلوی نقاشی مربوط به سال ۱۸۱۵–۱۸۱۶ که نبرد سلطان‌آباد در سال ۱۸۱۲ و پیروزی سپاه عباس میرزا را ترسیم کرده است. این تابلو در اصل در قصر عباس میرزا نگهداری می‌شده اما بعدها توسط روس‌ها به روسیه برده شده است.

### عهدنامه گلستان
شکست ایران در جنگ اصلاندوز و شورش‌های محلی، فتحعلی شاه را مجبور به صلح با روس‌ها کرد. میرزا ابوالحسن ایلچی به عنوان نماینده و سر گور اوزلی نیز به عنوان واسطه از تهران عازم روسیه شدند. دولت روسیه نیز چون در این زمان سخت گرفتار درگیری و کشمکش با دولت فرانسه تحت زمامداری ناپلئون بناپارت بود از رسیدن سفیر روسیه و تقاضای صلح استقبال کرد. قرارداد صلح در قریه گلستان از محال قره باغ منعقد شد. این عهدنامه به وساطت سر گوراوزلی، یرملوف نماینده روسیه و میرزا ابوالحسن خان ایلچی نماینده تهران به تاریخ ۲۹ شوال (۱۲۲۸ه‍. ق-۱۸۱۳ میلادی) در یازده فصل امضا شد.
عهدنامه گلستان سبب شد که روس‌ها که در بدترین شرایط در جنگ با فرانسه بودند، از گرفتاری‌های ایران آسوده شده و نیروهای خود را به جبهه درگیر منتقل کنند و سرزمین‌های جدیدی به متصرفات خود اضافه کنند.

## دوره دوم جنگ‌های ایران و روسیه ۱۲۰۵–۱۲۰۶ ه‍.ش (۱۸۲۶–۱۸۲۸ م)
مشخص نبودن مرزهای بین ایران و روسیه و شورش‌ها و ناامنی‌هایی که بسیاری از حاکمان (از جمله حسین خان قاجار حاکم ایروان) و ساکنان مرزی برپا کرده بودند از علل اصلی شروع دوباره جنگ‌های ایران و روسیه بود. علت شورش حسین خان قاجار پس از انعقاد صلح بین ایران و روسیه (عهدنامه گلستان) این است که حسین خان قاجار چون نمی‌خواست به دولت ایران مالیات بپردازد و برای اینکه عباس میرزا به این منظور او را سرکوب نکند مایل به روشن کردن آتش جنگ بین ایران و روسیه و گرفتار شدن مجدد ولیعهد ایران در جنگ بود. دست اندازی روس‌ها به قلمرو ایران و قسمت ارس (از جمله گوگچه و قپان) و نارضایتی بسیاری از حاکمان سرزمین‌های قفقاز از جمله ابراهیم خان جوانشیر حاکم شوشی که مناطق تحت کنترل آنها به تصرف روسیه درآمده بودند و نیز نگرانی‌های دولت ایران از جهت از دست دادن سرزمین‌های وسیع، فشار روحانیون اسلامی بر دولت و تحریک و تهییج عامه مردم برای جنگ به وسیله مطرح کردن مسئله جهاد در برابر کفار، حاکمیت روس‌ها بر مسلمانان قفقاز و تقاضای کمک آنان از دولت ایران از عوامل اصلی شعله‌ور شدن دوباره آتش جنگ بین ایران و روسیه بود.
صلح گلستان به حل‌وفصل نهایی منجر نشد. هیچ‌یک، نه روسیه و نه عباس میرزا مسئول تحریک خشونت‌های تازه نبود. به‌گفتهٔ فیروز کاظم‌زاده، به‌گمان بسیار هیچ‌یک از حاکمان ایران و روس، به عهدنامهٔ گلستان با قطعیت نمی‌نگریستند. عباس میرزا نیز آن را تنها آتش‌بسی موقت می‌دانست و برای جنگی دیگر آماده می‌شد. درخواست ابوالحسن خان شیرازی — سفیر سابق ایران در لندن — از وزیر خارجهٔ روسیه دربارهٔ تصحیح مرزها در سن پترزبورگ نیز رد شد. اعزام فرمانده کل قفقاز ژنرال یرمولوف به تهران در سال ۱۸۱۷ م برای حل و فصل مسائل برجستهٔ ارضی فاجعه‌بار بود، به‌گونه‌ای‌که یرمولوف قصد داشت تا احساسات ایرانیان را جریحه‌دار کند. مرگ الکساندر و جلوس تزار نیکلای در سال ۱۸۲۵ م شاهد داغ شدن موقت سیاست روسیه بود، اما سفارت منشیکف با موجی از احساسات ضد روسیه تبریک گفته شد — که توسط علمای به‌شدت خشمگین از رفتار بی‌رحمانهٔ یرمولوف در قفقاز تقویت می‌شد. پناهندگان به ایران سرازیر شدند و شعله‌های خشم و غضب برافروخته شد، به‌طوری‌که فتواها به‌سرعت برای جهاد علیه روسیه صادر می‌شدند. علما اعلام جهاد علیه روسیه کردند آنچنان‌که در سال ۱۸۱۰ م انجام داده بودند. احتمالاً محافل درباری در تهران و تبریز در این امر نقش مهمی ایفا کردند. شاه و نایب‌السلطنه هیچ انتخابی نداشتند اما موافقت کردند. اینکه تا چه اندازه علما فتحعلی‌شاه را مجبور کردند، هنوز معلوم نیست، هرچند تصمیم به واکنش نهایی به تحریکات روسیه، ثابت کرد که محاسباتی اشتباه و مرگبار بود؛ چراکه بریتانیا توانست ادعا کند که ایران متجاوز بوده و کمک را متوقف کرد. به‌گمان هامبلی علل فوری این دوره از جنگ را در سه موضوع می‌توان جستجو کرد: نخست اینکه عباس میرزا نیاز داشت تا اعتبار مخدوش خود در جنگ اول را بازسازی کند؛ دوم اصرار و فشاری که صدراعظم اللهیارخان قاجار برای تجدید جنگ بر عباس میرزا وارد می‌آورد؛ و سوم تبلیغ جهاد از سوی مجتهدانی مانند آقا سیدمحمد اصفهانی. رفتار سرد دولت روسیه و فشار روحانیون ادامه داشت تا اینکه در مه ۱۸۲۶ م ارتش روس میرک در خانات ایروان را اشغال کردند و ایرانیان نیز به این پیشروی روسیه در منطقهٔ دریاچهٔ گوکچا اعتراض کردند. در سپتامبر ۱۸۲۶ م، عباس میرزا از طریق شوشی به سمت گنجه پیشروی کرد؛ اما او چنان شکست شدیدی را متحمل شد که نتیجهٔ جنگ هرگز بعد از آن دچار تشکیک نشد. اقدامات نظامی ایرانی در سال بعد نتیجهٔ کمی داشت. عباس میرزا موفق به کسب پیروزی‌های جزئی در اچمیازدین و نخجوان شد، اما روس‌ها به آذربایجان نفوذ کرده و تبریز را در ۳ ربیع‌الثانی ۱۲۴۳ ه‍.ق/۲۴ اکتبر ۱۸۲۷ م تسخیر کردند. مبارزه کوتاه‌مدت بود و منجر به امضای عهدنامهٔ ترکمنچای در سال ۱۸۲۸ م شد. میثاق آقامحمدخان هنوز به دست نیامده است. نه تنها سرزمین‌های بیشتری از قفقاز واگذار شد، بلکه ایران مجبور به پرداخت غرامت ۲۰۰۰۰۰۰۰ روبل شد. همچنین در شرایط بسیار واضح‌تر تأیید کرد که روسیه از جانشینیِ قانونیِ عباس میرزا و وارث وی حمایت می‌کند. یک پیمان تجاری تکمیلی، حقوق بازرگانان روسی را تأمین کرد که اساساً حاکی از آغاز «کاپیتولاسیون» در ایران بود. اگر دولت تحقیر شده بود، جامعه مجبور بود که عفو کند. به موجب شرایط معاهدهٔ ترکمانچای — شهری در جنوب شرقی تبریز — تمام سرزمین‌های شمال ارس، به روسیه واگذار شد؛ یعنی مرزی که هنوز باقی مانده است.
بی‌شک در صورت پیروزی ایران، عباس میرزا بیشترین سود را از آن می‌بُرد، اما این جنگ با وجود کوتاهی، مصیبت‌آفرین‌تر از جنگ پیشین بود. با اینکه طبق شرایطِ مندرج در عهدنامه، عباس میرزا از حمایت روسیه در موضوع جانشینی و سلطنت برخوردار می‌شد، اما این موضوع جبرانِ حقارتِ شکستِ نظامی در جنگ را نمی‌کرد. ازهمین‌رو جای تعجب نیست که اللهیار خان آصف‌الدوله پس از بازگشت از ترکمانچای، به‌خاطر تشویق نایب‌السلطنه به جنگ، از صدارت برکنار شد و عبدالله‌خان امین‌الدوله — که محتاط‌تر و قابل‌اعتمادتر بود — به جای او نشست. هنگامی که وزیر جدید روسیه در تهران، گریبایدوف تصمیم گرفت تا سیاستِ واگذاری را ادامه دهد، خود را هدف احساسات ضدمردمی قرار داد، به‌طوری‌که در سال ۸ فوریهٔ ۱۸۲۹ م انبوهی از مردم به سفارت روسیه حمله کردند و تمام آنان به جز یکی از اعضا را کشتند. فتحعلی‌شاه که از خشم تزار نگران بود، بلافاصله سفیری برای عذرخواهی فرستاد، اما تزار را درگیر با امپراتوری عثمانی یافت و با ایرانیان نسبت به وزیر خود بیشتر احساس همدردی داشت. مرز قفقاز حل و فصل شد، روسیه مشکلات دیگری داشت، درحالی‌که عهدنامهٔ ترکمانچای ارتباط بسیار مثبتی با ایران برقرار کرد. در این ماجرا، عباس میرزا مهارت‌های دیپلماتیک خود را به‌طور کامل نشان داد و سه روز عزاداری عمومی اعلام کرد و فرزندش خسرو میرزا را با مأموریت جبران به روسیه فرستاد. در ابتدا برنامه‌ریزی برای فرستادن شخصِ نایب‌السلطنه انجام شده بود. او با پیشنهاد پاسکویچ موافق نبود که از لشکرکشی روسیه علیه ترک‌ها حمایت کند، اما بااین‌حال، محافل درباری در تهران او را به‌عنوان طرفدار روس به دیدهٔ مذمت نگریستند.

### جنگ گنجه
فتحعلی‌شاه، عباس میرزا فرمانده سپاه ایران را راهی نواحی تصرف شده کرد. چون روس‌ها مهیای جنگ نبودند غافلگیر شدند و سپاهیان ایرانی همه ولایات از دست رفته از جمله باکو، دربند، شوشی، داغستان، ایروان و تالش را به تصرف درآوردند.

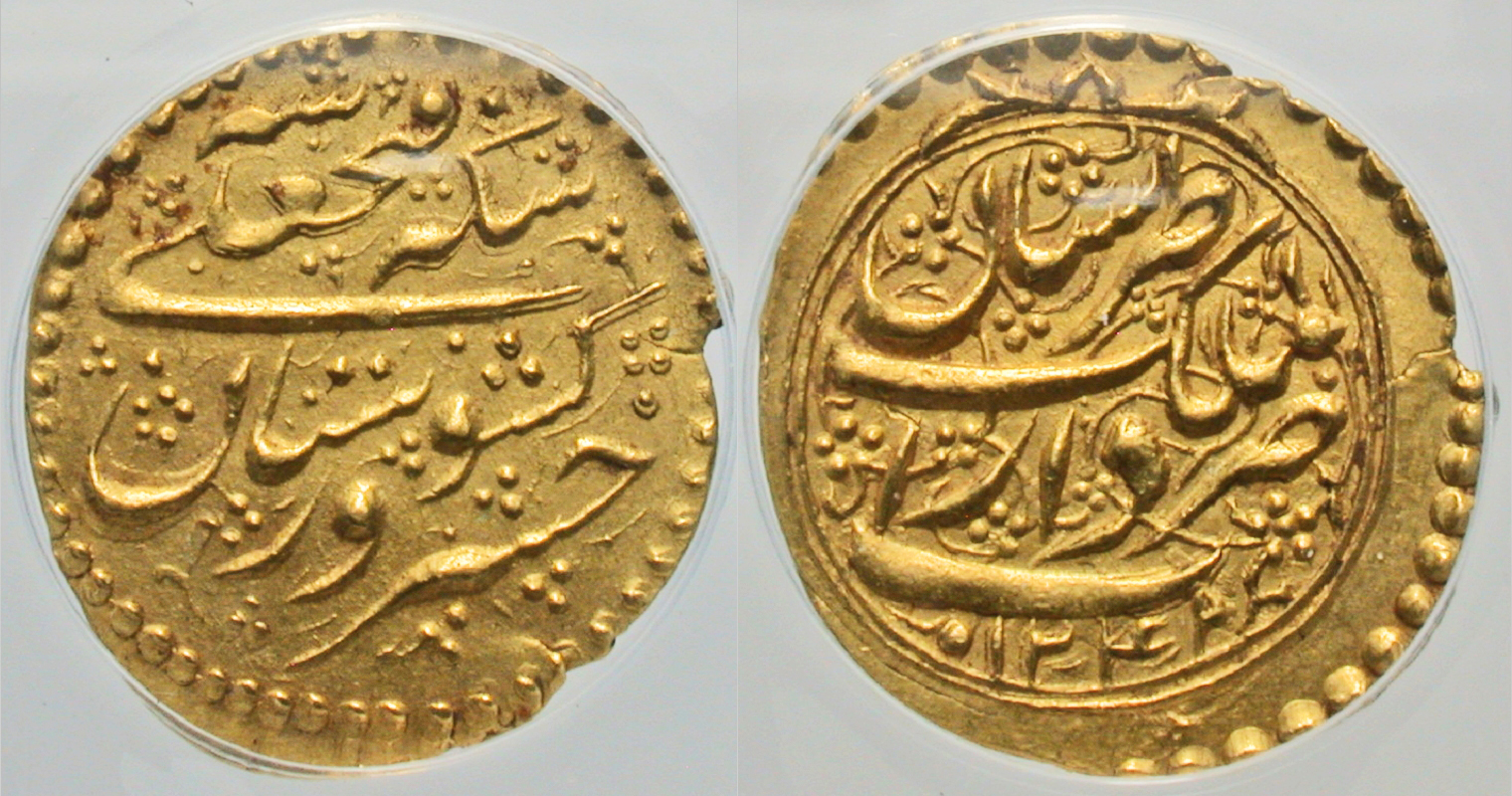
سکه یک تومانی ضرب شده بمناسبت جنگهای دوم ایران و روسیه با عبارت مخصوص «خسرو کشور سِتان»

پس از این واقعه، ایوان پاسکویچ که از جنگ‌های روس و عثمانی فارغ شده بود فرماندهی نیروهای روسی در قفقاز را عهده‌دار شد. یرملوف به خاطر عدم کامیابی در جنگ از طرف تزار روسیه احضار شد. پاسکویچ درصدد برآمد تمامی نواحی متصرف شده توسط ایرانیان را بازپس بگیرد. ابتدا قره باغ و سپس ایروان را تصرف کرد و در جبهه‌های تالش و لنکران قوای ایران را شکست داد. سپس با شتاب خود را به گنجه رساند. عباس میرزا نیز با ۳۰ هزار سپاهی عازم گنجه شد. در این نبرد که به جنگ گنجه معروف شد ایرانیان فاصله کمی تا پیروزی داشتند اما به علت تعلل آصف‌الدوله صدراعظم جدید ایران در کار اعزام نیروی کمکی به سپاه ایران، در سپاه ایران بی نظمی به وجود آمد و تلاش‌های عباس میرزا در نظم بخشیدن به امور فایده‌ای حاصل نکرد و ناچار به عقب‌نشینی پرداخت. در نتیجه این اتفاق تلاش‌های ایرانیان در کسب فتوحات در خطر افتاد و باعث پیروزی کامل پاسکویچ و سپاهیانش شد.

### پیشرفت قوای روس به سوی پایتخت در جنگ دوم
پس از تصرف گنجه و وارد آمدن تلفات سنگین به سپاه ایران سرانجام معابر ارس به دست روس‌ها افتاد. کشتی‌های جنگی روسیه در سواحل روسیه با ترکمانان و ایلات یموت سازش کردند و حتی آنها را به طغیان علیه دولت ایران وادار کردند.
عباس میرزا نیز آخرین نیروهای خود را در سردار آباد متمرکز کرد و به سال ۱۲۴۳ ه‍.ق با قوای روسیه به نبردی سخت پرداخت اما نرسیدن آذوقه و جیره و مواجب سپاهیان از تهران باعث تضعیف و متزلزل شدن روحیه سربازان ایرانی شد و سردارآباد به تصرف نیروهای پاسکویچ درآمد.
قوای ایران به کلی از ساحل چپ رود ارس به داخل آذربایجان عقب نشستند. پاسکویچ در تعقیب سپاه ایران وارد آذربایجان شد و تبریز را به محاصره نیروهای خود درآورد پس از آن عباس میرزا دسته‌های پراکنده سپاه خود را به خوبی سامان داد و حفظ تبریز را به آصف‌الدوله سپرد اما با خیانت آصف‌الدوله، تبریز توسط ارتش روسیه تصرف شد. سپاه روسیه بدون مقاومت مردم وارد شهر شده و ذخایر و مهمات دولتی را به تصرف درآوردند. با تصرف تبریز نیروهای ارتش روسیه تا ده خوارقان پیش رفتند و پایتخت ایران مورد تهدید نظامی قرار گرفت. در این هنگام بود که عباس میرزا، فتحعلی خان رشتی را نزد پاسکویچ فرستاد و از وی تقاضای صلح کرد.

### عهدنامه ترکمانچای
شرایطی که پاسکویچ برای عقد مصالحه جدید پیشنهاد کرد بسیار سنگین بود اما سفیر انگلستان در تهران (مک دونالد) که از پیشروی سپاه روسیه بسیار نگران شده بود، بر عقاید خود پافشاری کرد و شاه را برخلاف نظر اولیه‌اش به قبول شرایط صلح واداشت. پس از وساطت سفیر انگلیس مجلسی در قریه ترکمانچای مرکب از عباس میرزا، آصف‌الدوله و میرزا ابوالحسن خان شیرازی تشکیل و عهدنامه‌ای در ۱۶ فصل و یک قرارداد تجاری الحاقی در ۹ فصل نوشته شد و در تاریخ ۵ شعبان ۱۲۴۳ هـ. ق به امضای نمایندگان ایران و روسیه رسید.
پس از خاتمه این دوره جنگ‌های بین ایران و روسیه، برای سال‌های متمادی روس‌ها با در دست داشتن امتیازات پیمان‌نامه ترکمانچای، شمال ایران را قبضه کرده بودند. بعد از این واقعه دیگر میان روس و ایران حوادث مهم و برخوردهای دامنه‌داری، مگر در مورد آشوراده و چند پیشامد کوچک دیگر، رخ نداد.